# Порівняння Microsoft Windows NT і Linux

## Огляд
Обидві операційні системи призначені як для персональних систем, так і для вебсерверів, обчислювальних кластерів та інших можливих сфер застосувань. 
Windows вдалося здобути першість на настільних і персональних системах (близько 87,37% настільних комп'ютерів станом на 3 січня 2020 рік), тоді як рішення на базі Linux популярні на вебсерверах(71%), обчислювальних кластерах, суперкомп'ютерах(100%) та мобільних пристроях (70%). Точно підрахувати кількість користувачів кожної операційної системи досить важко, так як майже всі копії Linux не вимагають реєстрації, а для Windows існує значна кількість неліцензійних або незареєстрованих копій. Як правило, ця інформація базується на ідентифікаційних відгуках веббраузерів, тому цифри дуже приблизні: різні сайти залучають різні аудиторії, а браузери не завжди точно передають дані про операційну систему.
Головні відмінності цих систем в лежать в основі їхньої філософії, вартості придбання і використання, простоті управління, зручності та стабільності. При їх порівнянні доводиться брати до уваги причини їх появи, історичні фактори і способи поширення.
У 2015 році корпорація Microsoft випустила для внутрішнього використання свій дистрибутив Linux - Azure Cloud Switch (ACS), який можна описати як кросплатформенну модульну операційну систему для керування дата-центрами.

## Характеристики систем

### Труднощі в порівнянні
Windows і Linux важко порівнювати «на рівних» через такі чинники:
- Історично слово «Linux» означає ядро операційної системи. Операційні системи на основі ядра Linux, утиліт проєкту GNU історично називають GNU/Linux, спрощуючи до «Linux», що не скрізь вітається.
- Linux — це не певна ОС, це родина операційних систем (їх більше 600)[7], серед них є такі, які відрізняються одна від одної значно, а деякі — фактично є «клонами».
- Windows і Linux поставляються в різних конфігураціях, особливо Linux, для якого існує величезна кількість варіантів, деякі з них призначені для рішення вузького кола завдань.
- Ціна і надавана технічна підтримка різняться у різних постачальників та в залежності від версії і дистрибутиву.
- Виробники обладнання можуть встановлювати додаткове ПЗ з операційною системою, яка розширює доступні функції системи. Часом вони навіть спонсорують продавця, знижуючи ціну продукту для користувача.
- Дані, отримані від маркетингових підрозділів, і результати тестування можуть розходитися.
- Microsoft поширює Windows під різними ліцензіями (закритими). Дистрибутиви Linux, зі свого боку, можуть містити пропрієтарні компоненти[8].

### За вартістю володіння
У 2004 році компанія Microsoft запустила рекламну кампанію під назвою «Get the Facts», покликану визначити переваги Windows перед Linux. Було заявлено, що сукупна вартість володіння для Windows нижче, ніж для продуктів з відкритим кодом.
Висновки, зроблені Microsoft, оскаржують інші авторитетні організації, наприклад, компанія Novell і англійський IT-сайт The Register. Деякі вважають, що неточності зокрема обумовлені тим, що в звіті наведено цифри по UNIX та Solaris, а крім того, підрахована вартість професійної підтримки Linux (професійна підтримка може знадобитися при виробництві програмного забезпечення, але не при використанні системи).
Державне агентство Великої Британії з реклами в 2004 р. попередило Microsoft, що формулювання «вартість володіння Linux в 10 разів вище, ніж вартість володіння Windows Server 2003» не відповідає істині, так як серверне обладнання, вибране в порівнянні для Linux (з операційною системою Red Hat Enterprise Linux AS v.3, в «комплектації» Premium Subscription), було максимально дорогим, тоді як вибором для Windows була практично «гола» операційна система.

### За популярністю на настільних комп'ютерах
|                                         | Windows | Linux | Примітки |
| Частка при продажу комп'ютерів ( OEM )  | Наперед встановлено без можливості вибору на 99% персональних комп'ютерів, починаючи з першої версії MS-DOS, за демпінговими цінами (ціна для OEM - ~ 30 €, роздріб ~ 100 € в залежності від версій). | Наперед встановлено на невелику кількість продаваних систем. Наприклад, Ubuntu на комп'ютери Dell і System76, SUSE Linux на комп'ютерах марки Lenovo ThinkPads, Micro-Star International. Останнім часом компанія Google почала активно просувати нетбуки і ноутбуки з попередньо встановленою Google Chrome OS. Також на смартфони, планшетні комп'ютери, електронні книги, цифрові програвачі та інші пристрої встановлюють операційну систему Android, засновану на ядрі Linux. | У Франції проти угоди Microsoft з постачальниками комп'ютерів про встановлення виключно Windows було порушено судову справу. |
| Віконні менеджери / графічне середовище | Основним є системний віконний менеджер. Для зміни його роботи потрібно використання програм незалежних постачальників. Графічна оболонка необхідна для роботи переважної більшості програм, і її відключення веде до порушення їх функціонування. Існує ряд програм, які працюють без використання графічної оболонки, але служать вони переважно для технічного обслуговування системи (наприклад, відновлення працездатності). Віддалене управління за допомогою Remote Desktop Protocol, telnet, WMI та інших інструментів. Можлива установка стороннього середовища робочого столу, наприклад KDE, а й в цьому випадку бібліотеки вбудованого віконного менеджера завантажуються в оперативну пам'ять, значно знижуючи швидкодію системи. | Середовища робочого столу: GNOME, KDE, Enlightenment, Xfce і інші. Також існують «самостійні» віконні менеджери: Openbox, Fluxbox, і інші, в тому числі і композитні менеджери вікон Beryl, Compiz або Compiz Fusion. Графічна оболонка не критична для роботи операційної системи, система може перемикатися в текстовий режим. Віддалене управління здійснюється, як правило, через SSH, VNC і XDMCP. Використовуються «віртуальні термінали», що дозволяє уникнути перезавантаження системи в разі відмови одного з терміналів. | Різні середовища робочого столу пропонують різні способи керування комп'ютером, що дозволяє користувачеві вибрати спосіб, що повністю відповідає його потребам. Іноді це викликає незручності при переході з однієї на іншу, але на практиці більшість користувачів використовують GNOME, KDE або схожі середовища. |
| Системна консоль / командний рядок      | Командний рядок існує, але має обмежену функціональність. Базується на MS-DOS, наслідуючи її можливості, інтерфейс мало змінився з 1990-х років. Розроблено також потужний командний процесор Windows PowerShell, який реалізує деякі можливості командного рядка UNIX, заснований на .NET. Доступна незалежні інструменти командного рядка Cygwin і набір програм від Microsoft SUA , крім цього є CONEMU. Починаючи з Windows 98 в до системи входить потужний інструмент для автоматизації завдань - Windows Script Host можливості якого значно перевершують вбудований командний рядок. Функції по відновленню або конфігурація може виконуватися з командного рядка.                                                                    | Командний рядок є невід'ємною частиною системи. У багатьох ОС функції налаштування системи реалізовані за допомогою графічного інтерфейсу (іноді - що працює непомітно для користувача з системою за допомогою командного рядка), але через відмінності між варіантами не обізнані з конкретним дистрибутивом користувачі часто дають новачкам інструкції, орієнтовані на командний рядок. Командний рядок дозволяє досвідченому користувачеві повністю переналаштувати всі функції ОС. Існує велика кількість утиліт для виконання спеціалізованих функцій, тісно інтегрованих з системними і прикладними програмами. Функції по відновленню або конфігурація може виконуватися з командного рядка. Спеціальний шар абстракції «фреймбуфер» дозволяє розширити функціональність «текстових» терміналів до функціональності графічного режиму. | |

Дослідження, опубліковане Relecantive AG в 2003 р., зробило висновок, що «готовність Linux до використання на настільній системі не нижче, ніж Windows».

### За інсталяцією системи
|                                                      | Windows | Linux | Примітки |
| Розмір інсталятора                                   | Являє стандартизований набір програмних засобів і розмір варіюється від 4 Гб (Windows 7/8) до 15 Гб (Windows 10). Поширюється у вигляді файлу ISO-образу, який необхідно встановити на флеш-накопичувач. Існують як офіційні так і неофіційні інструменти по створенню своїх дистрибутивів Windows. Можлива установка через мережу. | Поширюється у вигляді файлу ISO-образу, розмір може бути від 50 Мб (дистрибутив DSL), надаючи можливість використовувати браузери, офісні застосунки і до 1-4 Гб. Багато дистрибутивів розповсюджуються в декількох варіантах,(як правило, з великим набором програм і вибором графічного середовища або Live CD для кожного графічної середовища ( KDE, GNOME, Xfce ) з набором програм для них). Можлива установка через мережу, при якій все необхідне програмне забезпечення буде отримано зі спеціального сервера. Ці варіанти можуть поєднуватися, якщо є постійне з'єднання з Інтернетом: установка більшості пакетів відбувається з носія, а їх нові версії і додаткові програми встановлюються з віддаленого сервера. | |
| Простота установки                                   | Windows 7, досить проста у встановленні, якщо передбачається установка на машину без присутніх операційних систем. Установка Windows XP, може бути утруднена в разі, якщо встановлене обладнання використовує нові технології. Може знадобитися використання дискети 3,5 "з драйвером , або ручна упаковка більш пізніх оновлень до оригінального дистрибутиву зі створенням нового образу установочного диска. | Дуже прості в інсталяції (SuSE, Mandriva, Ubuntu, Fedora та ін.), В процесі дозволяє змінювати безліч налаштувань, легко встановлюється поряд з вже наявними на диску операційними системами. Є дистрибутиви з установкою, орієнтованою на максимальну рухливість[уточнити], наприклад мережеву віддалену установку при мінімальному розмірі (40 Мегабайт) на слабкій апаратурі (Debian, Vector Linux, ArchLinux, Slackware). Є дистрибутиви, що навмисно відмовляються від простоти на користь усвідомленої ручної установки, щоб максимально розширити функціональність для користувача (Gentoo, ArchLinux, Slackware). Непопулярні, нові або персональні дистрибутиви також можуть відрізнятися. Крім того, є можливість повністю скомпонувати систему з початкових кодів, не вдаючись до менеджерів встановлення програмного забезпечення (Linux from Scratch). | |
| Час, що витрачається на встановлення                 | Заявлений час складає близько години (аж до 10─30 хвилин для Windows Vista/7, в залежності від потужності комп'ютера). У разі необхідності, підготовка до інсталяції може зайняти додатковий час (наприклад, створення дискет з драйверами для установки Windows XP на SATA жорсткий диск). Під час інсталювання необхідно буде виконати одне або кілька перезавантажень. Інсталяція оновлень із високим пріоритетом може зайняти додатковий час і зажадати кілька перезавантажень. | Від пари хвилин до години і більше, в залежності від обсягу встановленого програмного забезпечення, що постачається з дистрибутивом і потужності дискової підсистеми комп'ютера. В середньому становить 6─30 хвилин для поширених дистрибутивів, таких, як OpenSUSE або Ubuntu. Компіляція повної системи з початкових кодів може бути виконана, в залежності від потужності комп'ютера, досвіду користувача, необхідного програмного забезпечення за кілька годин або днів. | |
| Наявність драйверів пристроїв                        | Драйвери деяких пристроїв, використаних в системі, встановлюються окремо. Багато драйверів встановлюються системою з набору драйверів на установчому носії, деякі відсутні драйвери можна отримати через інтернет за допомогою засобів системи. Процес установки більшості драйверів автоматизований. Устаткування, що вважається з яких-небудь причин застарілим і не підтримується розробниками цього обладнання, в результаті чого для нього відсутні драйвери, оскільки для різних ОС Windows потрібні різні драйвери пристроїв. На практиці, для неінтегрованих пристроїв майже завжди доводиться встановлювати драйвери окремо. Це вимагає часу і додаткових перезавантажень. Виробники вбудованого обладнання намагаються створювати свої нові продукти, щоб вони без проблем працювали навіть на старих, але популярних Windows (наприклад, XP), в яких драйверів на цей пристрій бути не може, але є драйвери старіших пристроїв, які виявляються придатними завдяки розробникам пристроїв. | Більшість драйверів встановлюється автоматично при інсталяції операційної системи або доступний для завантаження через інтернет. Безліч драйверів вже присутні у вигляді завантажуваних модулів ядра. Виробники деяких пристроїв (ТВ-тюнерів, принтерів та ін.) іноді не випускають драйвери для Linux, тому пристрої можуть виявитися непрацездатними (в цьому випадку можуть допомогти драйвери відкритого співтовариства, якщо такі є). Застосування деяких драйверів вимагає прийняття ліцензійної угоди. Деякі драйвери можуть постачатися тільки в закритому вигляді. Можливе використання Windows-драйверів для деяких з пристроїв.[джерело?] На непопулярних системах, або на системах в яких відсутні правила додавання конкретного пристрою, може знадобитися завантажувати та встановлювати драйвери вручну. Якщо в системі немає системи керування пакетами (популярні Yum, Apt), то драйвери потрібно встановлювати засобами, наданими їх розробником. | |
| Інсталяція за допомогою ознайомчого CD (Live CD)     | Офіційних вільно-поширюваних ознайомлювальних CD не існує. Але можна спеціально створити працюючу систему в полегшеному варіанті на диску (WinPE) з диска або флеш-накопичувача або з допомогою спеціально створеного завантажувального диска (BartPE). До виходу Vista, Windows PE поширювався тільки серед постачальників комп'ютерів у вигляді «OEM Preinstallation Kit», в даний час його можна безкоштовно завантажити з офіційного сайту Microsoft в складі Windows Automated Installation Kit. | Багато повноцінних дистрибутивів (Knoppix, openSUSE, Ubuntu) мають ознайомлювальний диск (live CD). За допомогою таких дисків можна здійснювати відновлення працездатності системи, в тому числі з іншою операційною системою. Також багато live-CD надають можливість установки ОС на комп'ютер з цього ж диска. | |
| Прикладні програми, що постачаються разом з системою | Кілька програм для роботи з мультимедіа та мережею інтернет (браузер Internet Explorer , програвач Windows Media Player, текстові редактори Notepad, WordPad, графічний редактор Paint), поштовий клієнт Outlook Express. Додаткове ПО може бути включено виробником обладнання. Windows Vista включає в себе також поштову програму Windows Mail , мультимедіа-центр Windows Media Center і ін., В залежності від версії. Офісний пакет Microsoft Office не включається в поставку (крім Windows RT), так як є окремим комерційним продуктом, але іноді може бути включена ознайомча версія. На практиці без установки додаткових компонентів Windows Media Player не може відтворювати відео, а вбудована в Windows XP (SP1) програма запису дисків не може записувати DVD і сильно обмежена в функціоналі. Крім того, в системі відсутні засоби роботи з архівами, відмінними від .zip і .cab | У всіх основних дистрибутивах присутня безліч програм для самих різних завдань: мультимедіа, графіки, інтернету, офісної роботи, ігор, а також системні утиліти і додаткові візуальні оболонки. Однак через недостатню відкритість форматів файлів власницьких продуктів для Microsoft Windows існує ряд проблем з сумісністю форматів файлів між такими продуктами і вільними програмами. Наприклад, складний текст, створений в OpenOffice.org, і збережений у пропрієтарному форматі Microsoft Office, не завжди коректно читається в Microsoft Office; і навпаки, OOo не завжди може точно декодувати формати Microsoft Office. Існують спеціалізовані дистрибутиви, де набір програм скоректований у бік вирішуваних завдань, наприклад Ubuntu Studio, Edubuntu, BackTrack. Однаковість (в рамках системи керування пакетами) дозволяє дуже гнучко налаштовувати список встановлюваного ПО, а в разі підключення до сховища — так само встановити додаткове програмне забезпечення під час установки ОС. | Практика спільної поставки компанією Microsoft програм разом з Windows була визнана в США незаконною. |
| Програми, які можна встановити додатково             | Величезний вибір власницьких і вільно розповсюджуваних програм (Однак немає централізованого сховища необхідного для роботи вільного програмного забезпечення, яке допомагає виробником ОС). Як правило, вони поставляються з усіма необхідними бібліотеками, встановлюються за допомогою спеціальної програми-інсталятора. Хоча у Windows є власна система установки/видалення програм, багато програм встановлюються унікальними інсталяторами. Деінсталяція теж проста, хоча програми видалення часто залишають глобальні позначки (наприклад, для обмеження терміну роботи), а іноді — і бінарні файли (наприклад, бібліотеки). Відсутність централізованого сховища і загальне правило включати в дистрибутив всі необхідні бібліотеки може призводити до конфліктів, коли одна прикладна програма перезаписує загальну бібліотеку іншої програми (наприклад, на бібліотеку іншою версією); такі конфлікти часто називаються DLL hell. Є можливість установки деяких простих програм шляхом простого копіювання файлів в системну директорію (бінарний формат файлів). Деякі програми можуть працювати тільки на певних версіях ОС. | Великий вибір вільно розповсюджуваних програм і невеликий вибір комерційних. Однак для ряду задач (редагування аудіо, відео та зображень) застосунків набагато менше, ніж для Windows, або вони відсутні. Ігор відносно мало і мало сучасних ігор виходить під Linux. Створено версії деяких Win32-програм для Linux. Програми, включені в офіційні дистрибутиви і їх репозиторії, встановлюються в більшості варіантів за допомогою спеціальної програми для установки/видалення програм, що забезпечує наявність необхідних бібліотек (система управління пакетами), або ручною компіляцією з вихідних кодів з пошуком необхідних бібліотек (в разі рідкісних програм - наприклад, застарілих або знаходяться на ранній стадії розробки). Застосовується кілька спеціальних пакувальних форматів (RPM , DEB), що дозволяють поширювати програми в пакетах для різних дистрибутивів. При інсталяції ПЗ в пакеті часто може вимагатися інсталяція інших пакетів, які встановлюються автоматично, або їх можна завантажити з Інтернету. Це використовується для того, щоб уникнути конфлікту бібліотек (dll hell): Дві програми можуть використовувати один і той же пакет, а операційна система самостійно дбає про те, щоб підтримувати актуальність його версії. Додатковою перевагою такого підходу можна вважати те, що в сукупності розмір пакетів, необхідних для установки програми для Linux менше, ніж розмір дистрибутиву тієї ж програми для Windows. Ряд програм (в основному власницькі або не дуже популярні) може інсталюватися тільки на одну чи декілька з версій ядра і дистрибутиву. Деякі програми мають встановлюватися користувачем самостійно, або з вихідних кодів, іноді із застосуванням командного рядка. | Для Linux розроблені й інші інсталятори, такі як loki installer, klik або autopackage. Однак вони розповсюждені мало.[джерело?] |
| підготовка диска                                     | За замовчуванням встановлює тільки себе, затираючи можливість запуску інших ОС, крім інших інсталяцій Windows. Розділи з «рідною» файлової системою NTFS легко можуть бути розширені і зменшені (під Vista/7 зменшити розмір розділу можна системними засобами, під XP - тільки за допомогою програм сторонніх виробників). При цьому графічна програма для цього завдання має менший функціонал, ніж утиліта командного рядка. Можливий динамічний поділ диска (Dynamic Disks). | Можлива установка декількох операційних систем. У більшості дистрибутивів є можливість запуску повноцінної системи з компакт диска, а значить і роботи з усіма функціями, включаючи потужну графічну утиліту розмітки диска GParted, що працює з великим набором файлових систем, включаючи NTFS. Динамічні диски підтримуються з використанням LVM або EVMS, необхідні модулі ядра входять до складу дистрибутиву. | |
| Програма-завантажувач                                | При установці автоматично налаштовується для завантаження інших наявних на комп'ютері інсталяцій систем сімейства Windows NT/9x (NTLDR), для завантаження Linux і інших подібних систем необхідно ручне редагування файлу BOOT.INI. Також можливе застосування сторонніх завантажувачів, таких як GRUB. | Може завантажувати операційні системи за вибором користувача за допомогою вбудованих менеджерів GRUB або LILO . Також є засоби безпеки (наприклад запит пароля), яких немає в засобі завантаження Windows. | Через відсутність підтримки Linux в засобі завантаження Windows в разі установки Windows і Linux на одній машині простіше спочатку встановити Windows, а потім Linux. Існують додаткові завантажувачі операційних систем на вибір. У випадку перевстановлення Windows завантажувач можна відновити за допомогою Live CD. |

Установка Linux колись була складною для середнього користувача. В даний час майже всі дистрибутиви містять спрощену процедуру установки і демонстраційний диск (Live CD), який дає можливість завантажити систему прямо з флеш-накопичувача або DVD і користуватися нею, не встановлюючи на жорсткий диск (швидкість завантаження Linux і запуску програм при цьому менше, з огляду на обмежену швидкість приводу).
Інсталятор Windows теж включає в себе програму-помічника (wizard), як і дистрибутиви Linux.

### По зручності використання і наявності особливих режимів
|                                              | Windows | Linux | Примітки |
| Одноманітність інтерфейсу                    | В основному послідовна. Невідповідності проявляються там, де нові програми переписують під стару версію системи. Наприклад, IE7 і Windows Media Player 11, спочатку існували для Vista, були переписані під XP. Microsoft допомагає незалежним розробникам зберігати єдиний стиль, випускаючи керівництва по розробці інтерфейсу (остання версія - Windows Vista User Experience guidelines.) Вони зосереджені навколо однаковості і зручності використання, а в останніх версіях - ще і на захищеності даних користувача. Програми сторонніх розробників можуть слідувати цим посібникам, а можуть розробляти свої власні, або ж не слідувати ніяким посібникам взагалі. | Якість графічного інтерфейсу сильно варіює залежно від дистрибутиву і графічної оболонки. Дві головні оболонки - GNOME і KDE - виробили однаковий підхід до інтерфейсу, який, як правило, чітко дотримується. Таким чином досягається послідовність інтерфейсів, але при цьому зберігається і гнучкість, що дозволяє налаштовувати інтерфейс відповідно до побажань користувача. Найбільш популярні дистрибутиви поєднують це з високою захищеністю (Ubuntu, SuSE, Fedora, Mandriva). Між програмами, написаними для KDE та GNOME можуть бути відмінності, але вони не дуже істотні. Інші графічні оболонки мають меншу графічної міццю і, як правило, спеціалізуються на мінімалістському оформленні (WindowMaker, Fluxbox/Openbox/Blackbox). Деяким з них вдається поєднати мінімалізм з зручністю і красою (Enlightenment/E17, Xfce). Деякі оболонки розраховані на застосування головним чином миші (Fluxbox, Xfce), інші - тільки клавіатури (Ratpoison). | |
| Однаковість між різними версіями             | Між різними версіями зберігається високий ступінь подібності в інтерфейсі. Але в разі Windows Server 2008 з'явилися значні відмінності в інтерфейсі, особливо оснасток (snap-in) адміністрування. Крім того, є відмінності в інтерфейсах Windows XP і Vista, кілька ускладнюють перехід між ними. | Залежно від дистрибутиву, його версії, графічної оболонки і програм, робота інтерфейсу може бути різною. Проте, є безліч налаштувань, і користувач може переносити їх з версії у версію. | |
| Однаковість процедури оновлення програм і ОС | У всіх останніх версіях windows використовується процедура автоматичного отримання оновлень і «латок» для самої ОС, драйверів і програм, випущених Microsoft. Сторонні програми повинні самі підтримувати процедуру оновлення. Є кілька програм для загального управління оновленнями. | Системи управління пакетами містять в собі засоби для автоматичного оновлення програм (самої ОС та встановлених користувачем). Як джерела оновлень зазвичай служать репозиторії дистрибутивів і окремих проектів. | |
| Доступність початкового коду                 | Початковий код може бути придбаний для суворо визначених цілей, а, крім того, програми сторонніх розробників можуть змінювати системні налаштування. Іншими словами, можливо випадкове порушення ліцензійної угоди. | Весь код системи доступний для модифікації. Велика частина сторонніх програм також надає початковий код. | |
| Особливі можливості                          | Обидві системи дозволяють налаштувати особливі режими управління комп'ютером, такі як укрупнені шрифти, читання написів вголос, повільне натискання на клавіші і ін. | Обидві системи дозволяють налаштувати особливі режими управління комп'ютером, такі як укрупнені шрифти, читання написів вголос, повільне натискання на клавіші і ін. | Обидві системи дозволяють налаштувати особливі режими управління комп'ютером, такі як укрупнені шрифти, читання написів вголос, повільне натискання на клавіші і ін. |

### За підтримкою ігор
Для Microsoft Windows через її монопольну позицію на ринку настільних систем постійно випускається величезна кількість ігор різних жанрів. Поширюються в більшості своїй за оплату, але є і безкоштовні казуальні ігри. Велика кількість ігор також пояснюється тим, що Windows — найпопулярніша операційна система на настільних комп'ютерах. Для написання тривимірних ігор для Windows зазвичай використовуються API DirectX (рідше OpenGL).
Для Linux існує менше ігор, але ця ситуація поступово поліпшується. Основною причиною є малий відсоток ринкового сегменту. В більшості своїй це також вільне програмне забезпечення, проте і тут зустрічаються пропрієтарні ігри (в основному це ігри, портовані з Windows). Найбільш популярними жанрами тут є казуальні ігри, шутери від першої особи (в основному вони написані на вільних двигунах Quake, наприклад Tremulous, Xonotic, Nexuiz, Urban Terror, Warsow, або ж це портований з Windows ігри), а також стратегії.
Для написання тривимірних ігор тут використовується тільки інтерфейс OpenGL, так як DirectX є пропрієтарним ПО і офіційно існує тільки у версіях для платформ Microsoft (Windows, Xbox, Zune та інших). Проекти Wine і PlayOnLinux надають реалізацію DirectX у зв'язці з реалізацією середовища Win32 API з досить хорошою, але не завжди ідеальною, сумісністю. Незважаючи на це, після виходу інтернет-магазину Windows Store у Windows 8 корпорація Valve заявила про те, що Windows 8 є катастрофою в «PC-просторі» і що Linux є більш життєздатною платформою для розробки ігор, ніж Windows. В зв'язку з цим вона випустила версію клієнта Steam для операційної системи Ubuntu та свій дистрибутив SteamOS. 
Як заявив в своєму інтерв'ю Гейб Ньюелл, керівник Valve: «Ми хочемо, щоб, всі 2500 ігор в Steam працювали під Linux». На даний момент перенесено частину з них, в тому числі Dota 2, Counter-Strike 1.6, Counter-Strike: Source, Serious Sam 3 та інші. 
Після цієї заяви компанія System76 випустила потужний ігровий ноутбук з попередньо встановленою операційною системою Ubuntu 12.04 в надії на успішність проекту Valve.
Браузерні кросплатформенні ігри отримали велике поширення останнім часом, практично не залежать від операційної системи, вимагаючи лише браузера і його бібліотек.

### За безпекою
Особливості Linux, а саме: відкритість, надання переваги відкритим програмним компонентам, нестандартність поставки (величезна кількість дистрибутивів зі своїми особливостями), центральні безпечні джерела програм, наявність біта виконання, заборона на роботу під користувачем root у графічному режимі[джерело?], наявність засобів обмеження прав (SELinux, AppArmor) — роблять можливим тільки точкове, навмисне зараження і виключають можливість масштабної життєдіяльності шкідливих програмних кодів. Кількість вірусів під Linux обчислюється кількома десятками (зазвичай розробленими в навчальних цілях), через те, що відкритість ядра дозволила закрити більшість вразливостей в ньому. Кількість шкідливих програм взагалі, написаних під Linux, включаючи віруси і трояни, зросла в останні роки, і більш ніж подвоїлася протягом 2005 року від 422 до 863, однак відкрита модель розробки призводить до того, що більшість даних програм в даний час[коли?] є непрацездатними — уразливості, якими вони користувалися, як правило, закриваються протягом декількох днів після виявлення. Справедливості заради треба зауважити, що деякі відкриті програми зі складним кодом все-таки містять уразливості, які довгий час були невиявленими. Наприклад, Heartbleed був виявлений тільки через два роки.
Для Microsoft Windows створено дуже велике число вірусів і деструктивних програм (їх кількість обчислюється десятками мільйонів). Для боротьби з ними використовується спеціальне програмне забезпечення - антивіруси. Віруси бувають різних видів: від порівняно безневинних, що не приносять особливої шкоди користувачеві, до деструктивних, які змінюють настройки системи, знищують важливі дані користувача або викрадають банківські дані. У лінійці Windows NT завжди було присутнє чітке розділення прав користувача. Тим не менше, більшість користувачів домашніх комп'ютерів завжди використовує права адміністратора, що негативно позначається на захищеності системи. З появою Windows Vista ця проблема була частково вирішена за допомогою комплексу технологій User Account Control: тепер Windows в явному вигляді запитує підтвердження дій, що вимагають прав адміністратора, навіть якщо користувач є адміністратором.
У Linux (як й у всіх інших UNIX-подібних системах) завжди було присутнє чітке розділення прав користувача. Є тільки один обліковий запис системного адміністратора («суперкористувача») - root. У разі, якщо не налаштовано спеціальні Linux Security Modules, цей користувач може виконувати нічим не обмежені дії над системою: змінювати налаштування, встановлювати і видаляти програми, змінювати системні файли, зупиняти окремі компоненти або всю систему, і навіть повністю видалити її однією командою. Також є облікові записи звичайних користувачів: вони можуть тільки змінювати особисті налаштування (зовнішній вигляд, настройки програм) і виконувати операції з файлами тільки в межах свого домашнього каталогу (або в інших каталогах, якщо дозволить root). Звичайному користувачеві дозволено встановлювати програми лише в свій домашній каталог або в ті каталоги, де у нього є дозвіл на запис даних. У більшості сучасних дистрибутивів Linux робота безпосередньо з-під облікового запису root неможлива; користувач завжди працює з обмеженими правами, запуск же облікового запису root проводиться тільки для виконання окремих дій, і для кожного такого запуску потрібне введення пароля root (su) або поточного користувача (sudo) для підтвердження повноважень. Запуск облікового запису root проводиться тільки в тому випадку, якщо поточний користувач має права на адміністрування системи і правильно ввів свій пароль; цей же механізм взаємодії з користувачем Microsoft трохи пізніше запозичила для Windows в рамках технології «User Account Control». Антивіруси, що існують під Linux — пропрієтарні (Dr.Web, Антивірус Касперського, avast! та ін.) та вільні (ClamAV) — призначені для перевірки і захисту Windows.[джерело?] Вони дозволяють сканувати мережевий трафік на шлюзах, поштових серверах, файлсервера, перевіряти вибрані окремі файли, каталоги, змінні та інші носії за бажанням користувача, при зверненнях на читання/запис файлів, за розкладом, з графічною оболонкою або без такої.
У Linux набагато менше вразливостей, через що він часто використовується там, де потрібна секретність даних (урядові організації, банки).
Однією з особливостей даної системи є можливість дійсно тонкої настройки будь-якого з її компонентів. Linux надає всі переваги відкритого програмного забезпечення і тільки від користувача залежить, наскільки безпечно те, що він з нею робить. В умовах EULA інших продуктів[яких?] такий підхід має певну[яку?] перевагу.[джерело?]